# Tomasz Mazurek (żołnierz)
Tomasz Mazurek (ur. 8 grudnia 1896 w Piaskach, zm. 17 września 1920 w szpitalu polowym nr 702) – żołnierz armii niemieckiej, armii wielkopolskiej i Wojska Polskiego, uczestnik I wojny światowej i wojny polsko-bolszewickiej, kawaler Orderu Virtuti Militari.

## Życiorys
Urodził się 8 grudnia 1896 w Piaskach (obecnie dzielnica Grodziska Wielkopolskiego), w rodzinie Antoniego i Magdaleny ze Stacheckich. Ukończył cztery klasy szkoły powszechnej w Piaskach. Po zakończeniu nauki pracował u rodziców. Zmobilizowany w 1916 do armii niemieckiej. Służył w 5 pułku artylerii w Poznaniu. Zwolniony w 1918. Od 4 stycznia 1919 brał udział w powstaniu wielkopolskim, żołnierz 11. kompanii 2 pułku strzelców wielkopolskich z którym później brał udział w walkach wojny polsko-bolszewickiej. 
Szczególnie zasłużył się 16 września 1920 podczas walk pod Berezą Kartuską, gdzie „skutecznie ostrzeliwał pozycje nieprzyjaciela ckm-em, umożliwiając atak piechocie. Podczas zmiany pozycji został ciężko ranny” w brzuch. Zmarł następnego dnia w szpitalu polowym nr 702. Za tę postawę został odznaczony pośmiertnie Orderem Virtuti Militari.
Był kawalerem.

## Ordery i odznaczenia
- Krzyż Srebrny Orderu Wojskowego Virtuti Militari nr 217 – pośmiertnie[2][6][7]